# Andersbogöl
Andersbogöl är en sjö i Västerviks kommun i Småland och ingår i Storån-Botorpsströmmens kustområde. Sjön har en area på 0,0773 kvadratkilometer och ligger 84,6 meter över havet.

## Delavrinningsområde
Andersbogöl ingår i det delavrinningsområde (643049-152897) som SMHI kallar för Utloppet av Såduggen. Medelhöjden är 102 meter över havet och ytan är 23 kvadratkilometer. Räknas de 6 avrinningsområdena uppströms in blir den ackumulerade arean 93,11 kvadratkilometer. Avrinningsområdets utflöde Loftaån (Sedingsjöån) mynnar i havet. Avrinningsområdet består mestadels av skog (79 procent). Avrinningsområdet har 2,68 kvadratkilometer vattenytor vilket ger det en sjöprocent på 11,6 procent. Bebyggelsen i området täcker en yta av 0,22 kvadratkilometer eller 1 procent av avrinningsområdet.